# Minot Air Force Base

i7
i11
i13

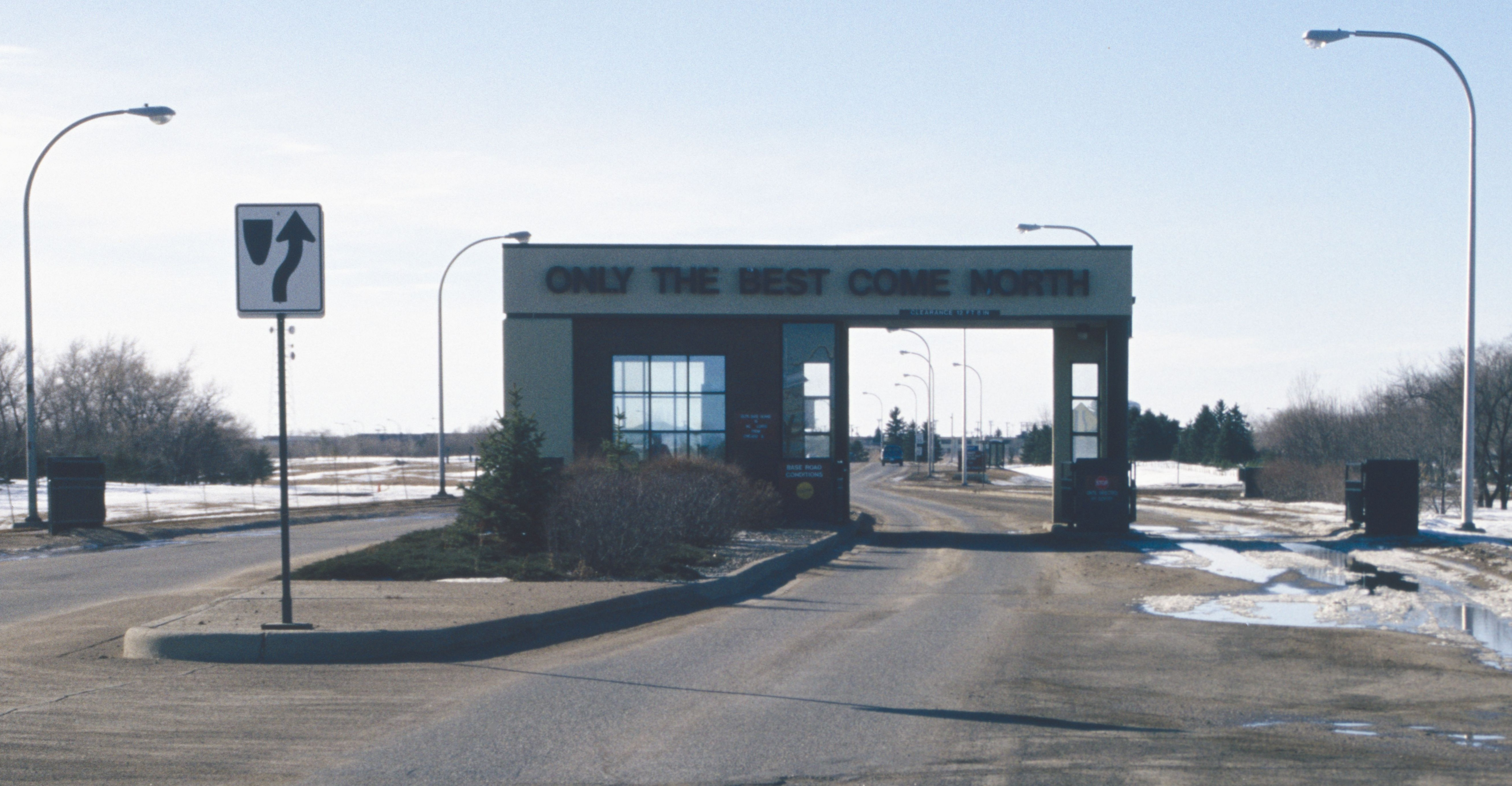
Main Gate Minot AFB mit der Beschriftung: „Only the best come north“ (Nur die Besten kommen in den Norden).

Die Minot Air Force Base (kurz: Minot AFB, IATA-Code: MIB, ICAO-Code: KMIB) ist ein Stützpunkt der United States Air Force (USAF), rund 20 Kilometer nördlich von Minot, North Dakota.
Sie gehört seit 2009/10 zum Air Force Global Strike Command und ist eine von noch zwei verbliebenen B-52-Heimatbasen sowie Stationierungsort von nuklearen Interkontinentalraketen des Typs Minuteman III. Der Stützpunkt verfügt über eine Start- und Landebahn (11/29) von 4.022 Metern Länge und beherbergte im Jahr 2006 rund 5.000 fest stationierte Soldaten der United States Air Force. Der United States Census definiert den Stützpunkt als Census-designated place mit einer Einwohnerzahl von 5.017 im Jahr 2020.

## Geschichte

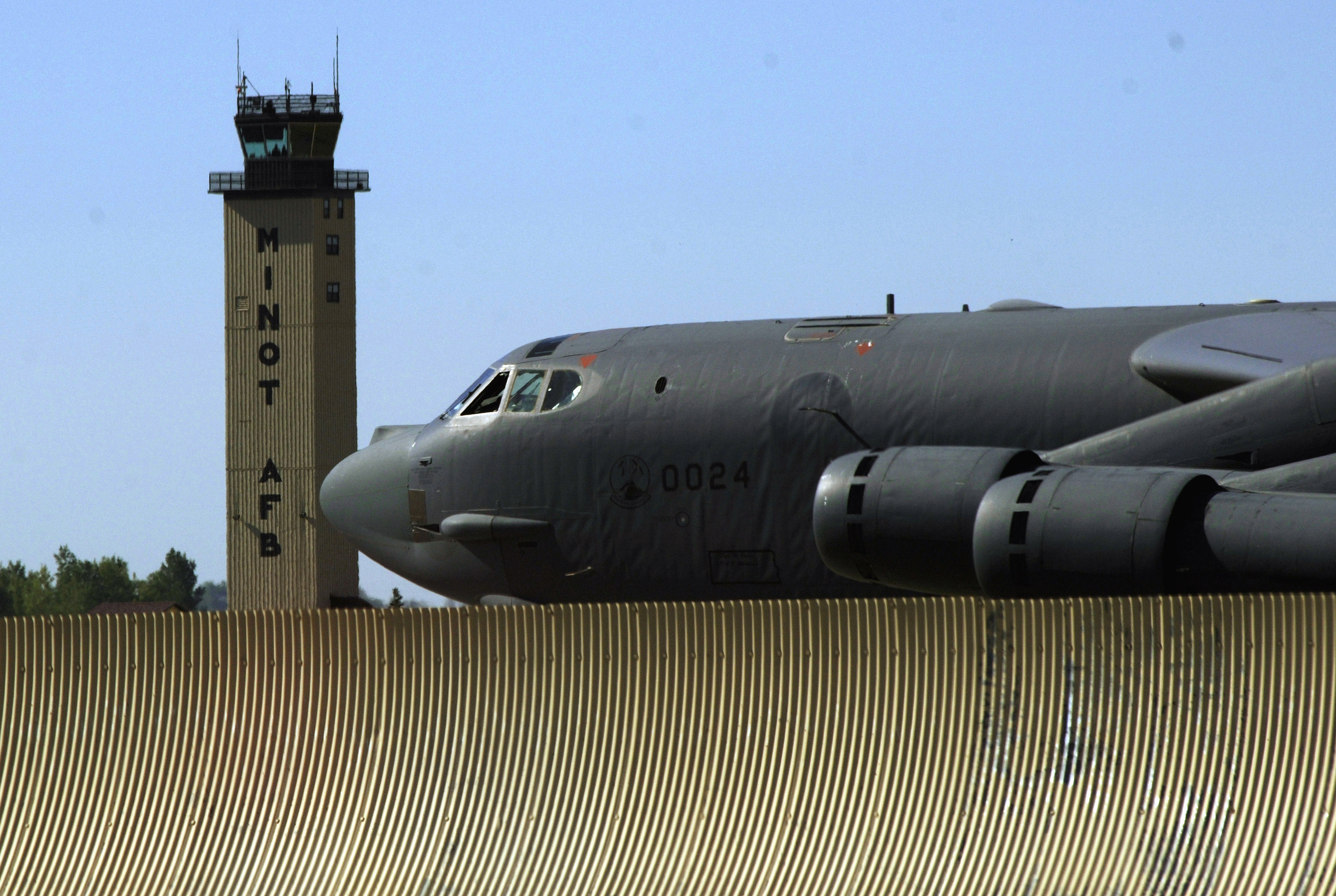
Der Tower

Um der zunehmenden Bedrohung durch sowjetische Langstreckenbomber zu begegnen, die über den Nordpol die USA anfliegen könnten, suchte die U.S. Air Force in den 1950er Jahren verstärkt nach geeigneten Standorten für neue Stützpunkte in den nördlichen Zentralstaaten des Landes. Eine dieser Basen für das Air Defense Command entstand in North Dakota nahe Minot unweit der kanadischen Grenze. Minots Bürger und Geschäftsleute unterstützten die geplante Ansiedlung 1954 mit 50.000 US-Dollar für den Landerwerb.
Der erste Spatenstich fand am 12. Juli 1955 statt, die eigentlichen Bauarbeiten begannen am 19. Mai 1956. Am 1. Dezember 1955 legte die United States Air Force den Namen auf Minot Air Force Base fest. Als erste Einheit nahm die am 8. Februar 1957 aufgestellte 32d Fighter Group die neue Basis in Betrieb; am 15. Februar fand eine kleine Eröffnungszeremonie statt.
Am 23. September 1959 stationierte die USAF die erste KC-135A Stratotanker in Minot, Ende Januar 1960 folgten F-106 Delta Dart und im Juli 1961 die erste B-52H Stratofortress.
Im Juni 1961 nahm die Air Force ein Sektor-Kontrollzentrum für ihr Semi-Automatic Ground Environment (SAGE) in Betrieb, ein landesweites Netzwerk aus Radar-, Boden-Luft-Raketen-Stellungen, Abfangjägereinheiten und Zentralrechnern zur Abwehr feindlicher Bomber.
Das Strategic Air Command übernahm am 1. Juli 1962 vom Air Defense Command das Kommando über die Minot Air Force Base.
Zusätzlich wurde die Minot AFB in den 1960er Jahren ein wichtiger Stationierungsort für Interkontinentalraketen. Bis Mitte 1963 entstanden rund um die Basis 15 Kontrollzentren und 150 unterirdische Raketensilos, die sich über acht Countys erstreckten. Die erste Minuteman I (LGM-30B) erreichte Minot am 9. September 1963, im Herbst 1964 war der Raketenkomplex einsatzbereit. Von 1970 bis 1971 wurden die Raketen durch den neueren Typ LGM-30G Minuteman III ersetzt.

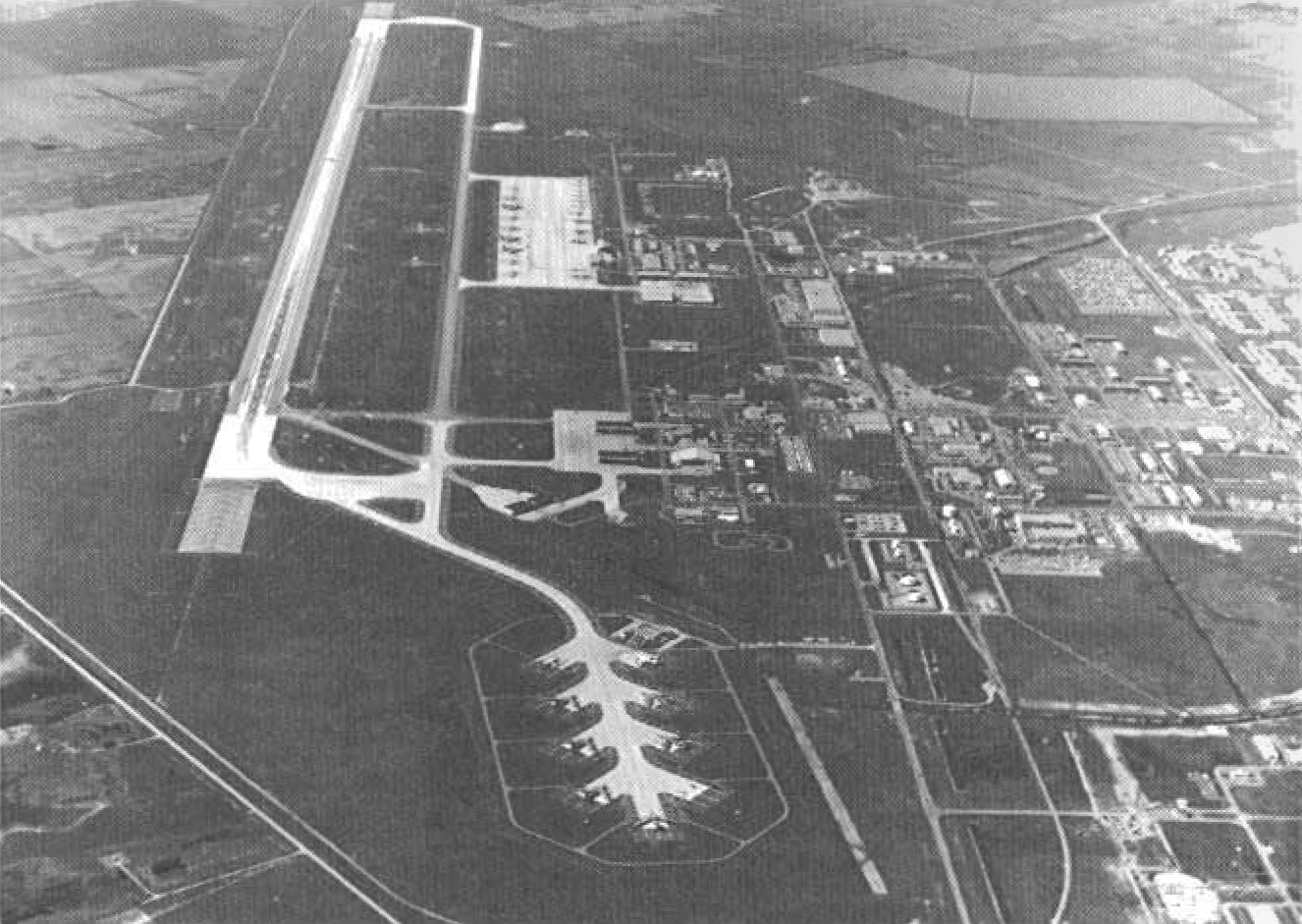
Minot AFB 1973

Mitte der 1970er Jahre lebten rund 22.000 Menschen auf der Minot AFB, die damit die größte Einrichtung der US-amerikanischen Luftstreitkräfte war.
Auf die Kampfflugzeuge des Typs F-106 folgten Mitte der 1980er Jahre F-15 Eagle, die bis 1988 blieben. Seither sind in Minot keine Jagdflugzeuge mehr stationiert, zu besonderen Anlässen werden aber immer wieder F-15-Jäger vorgeführt. Im April 1994 verließ auch das letzte KC-135-Tankflugzeug den Stützpunkt.
Seit der Auflösung des Strategic Air Command im Juli 1992 gehörte die Minot Air Force Base zum Air Combat Command. Die hier stationierten übergeordneten Einheiten sind die:
- 5th Bomb Wing mit 36 B-52H-Bombern, die auch die Standortleitung stellt sowie das
- 91st Space Wing des Air Force Space Command mit 150 Interkontinentalraketen LGM-30G Minuteman III und einigen Hubschraubern des Typs UH-1N